# هنری پارسونز کروول
هنری پارسونز کروول (انگلیسی: Henry Parsons Crowell; ۱ ژانویهٔ ۱۸۵۵ – ۱ ژانویهٔ ۱۹۴۳) کارآفرین اهل ایالات متحده آمریکا بود، که در سال ۱۸۷۷ شرکت کواکر اوتس را تأسیس کرد.